# Парламентские выборы в Швейцарии (2011)
Парламентские выборы в Швейцарии проходили 23 октября 2011 года для избрания 200 депутатов 49-го Национального совета и 46 членов Совета кантонов. Второй тур в Совет кантонов проходил между 9 ноября и 4 декабря 2011 года. В результате Швейцарская народная партия осталась крупнейшей парламентской партией, получив 54 из 200 мест Национального совета. Явка составила 49,1 %.

## Избирательная система
Швейцарский парламент Федеральное собрание состоит из двух палат: Совета кантонов (46 членов) и Национального совета (200 членов). Выборы в Национальный совет проходят каждые 4 года по пропорциональной системе в многомандатных округах, соответствующих 26 кантонам и полукантонам Швейцарии. Выборы в Совет кантонов также проходит раз в 4 года. 46 членов Совета избираются в одно- и многомандатных округах.
На выборах 2003 года переизбирались все депутаты Национального совета и большинство членов Совета кантонов. Политические партии Швейцарии носят различные названия во франко-, германо- и италоязычных регионах и проводят в них отдельные предвыборные кампании.

## Результаты

### Национальный совет
На выборах 2007 года Швейцарская народная партия получила 29 % голосов избирателей, что стало рекордным для одной партии. Однако, вскоре умеренное крыло партии отделилось и сформировало Консервативно-демократическую партию (BDP).
На выборах две новые партии, Консервативно-демократическая и Зелёная либеральная, оказались успешные, получив по 5,4 % голосов. Обе партии получили по 5 мест парламента и смогли сформировать собственные парламентские группы, что привело к расколу центристской группы.
Наоборот все основные партии потеряли голоса, включая Швейцарскую народную партию, которая не теряла голоса с выборов 1987 года.
|  | Партия | Голосов   | %    | +/-  | Мест | %    | +/- |
|  | Швейцарская народная партия | 648 675   | 26,6 | −2,3 | 54   | 27,0 | −8  |
|  | Социал-демократическая партия | 457 317   | 18,7 | +0,8 | 46   | 23,0 | +3  |
|  | Свободная демократическая партия. Либералы | 368 951   | 15,1 | −0,7 | 30   | 15,0 | −1  |
|  | Христианско-демократическая народная партия | 300 544   | 12,3 | −2,2 | 28   | 14,0 | −3  |
|  | Зелёная партия | 205 984   | 8,4  | −1,2 | 15   | 7,5  | −5  |
|  | Зелёная либеральная партия | 131 436   | 5,4  | +4,0 | 12   | 6,0  | +9  |
|  | Консервативно-демократическая партия | 132 279   | 5,4  | +5,4 | 9    | 4,5  | +9  |
|  | Евангелическая народная партия | 48 789    | 2,0  | −0,4 | 2    | 1,0  | ±0  |
|  | Лига Тичино | 19 657    | 0,8  | +0,2 | 2    | 1,0  | +1  |
|  | Движение граждан Женевы | 10 714    | 0,4  | +0,3 | 1    | 0,5  | +1  |
|  | Федерально-демократический союз | 31 056    | 1,3  | ±0   | 0    | 0    | −1  |
|  | Партия труда | 21 482    | 0,5  | −0,2 | 0    | 0    | −1  |
|  | Христианско-социальная партия | 6248      | 0,3  | -0,1 | 0    | 0    | -1  |
|  | Прочие партии | 54 622    | 2,2  |      | 1    | 0,5  | +1  |
|  | Всего | 2 442 648 | 100  |      | 200  |      | 0   |
|  | Явка |           | 48,5 |      |      |      |     |
|  | Источник: Swiss Federal Statistical Office Архивная копия от 19 августа 2016 на Wayback Machine (фр.) Statistics Switzerland Архивная копия от 16 сентября 2018 на Wayback Machine (нем.) |           |      |      |      |      |     |

### Совет кантонов
|  | Партия | Мест | +/- |
|  | Христианско-демократическая народная партия                                                               | 13   | -2  |
|  | Свободная демократическая партия. Либералы                                                                | 11   | -1  |
|  | Социал-демократическая партия                                                                             | 11   | +2  |
|  | Швейцарская народная партия                                                                               | 5    | -2  |
|  | Зелёная партия                                                                                            | 2    | ±0  |
|  | Зелёная либеральная партия                                                                                | 2    | +1  |
|  | Консервативно-демократическая партия                                                                      | 1    | +1  |
|  | Независимые                                                                                               | 1    | +1  |
|  | Всего | 46   | 0   |
|  | Источник: http://www.politik-stat.ch/srw2011CH_de.html Архивная копия от 6 ноября 2020 на Wayback Machine |      |     |